# USS Lapon (SSN-661)
USS Lapon (SSN-661) – amerykański myśliwski okręt podwodny z napędem jądrowym typu Sturgeon z czasów zimnej wojny, zbudowany w stoczni Newport News według projektu SCB-188A. Wyposażony w cztery umieszczone w śródokreciu wyrzutnie torpedowe kalibru 533 mm, wystrzeliwujące pociski przeciwokrętowe Harpoon oraz rakietowe pociski przeciwpodwodne SUBROC z głowicą jądrową W55 o mocy 5 kT, a także w 23 torpedy Mk. 48 ADCAP i minotorpedy Mk. 60 Captor oraz miny wod głębokich Mk. 57.
Zwodowany 16 grudnia 1966 roku w stoczni Newport News, przyjęty do United States Navy 14 grudnia 1967 roku.
W drugiej połowie 1969 roku, po wykryciu na północ od Norwegii radzieckiego rakietowego okrętu podwodnego typu Yankee przez system SOSUS, 16 września Lapon przechwycił go w cieśninie duńskiej. Amerykański okręt podjął śledzenie go w drodze przez Atlantyk, a następnie w sektorze patrolu strategicznego radzieckiego okrętu w odległości 1500 do 2000 mil morskich od wschodniego wybrzeża USA. USS Lapon śledził radziecki okręt przez cały okres patrolu tego ostatniego, i przerwał śledzenie dopiero 9 listopada 1969 roku, gdy Yankee opuścił swój sektor i odpłynął do ZSRR. USS Lapon nieprzerwanie śledził radziecki strategiczny okręt rakietowy przez 47 dni, co stanowiło rekordowe dotąd osiągnięcie, i zapoczątkowało systematyczne śledzenie radzieckich jednostek SSBN przez amerykańskie okręty podwodne.
Wycofany ze służby 8 sierpnia 1992 roku.